# Pogonosoma maroccanum

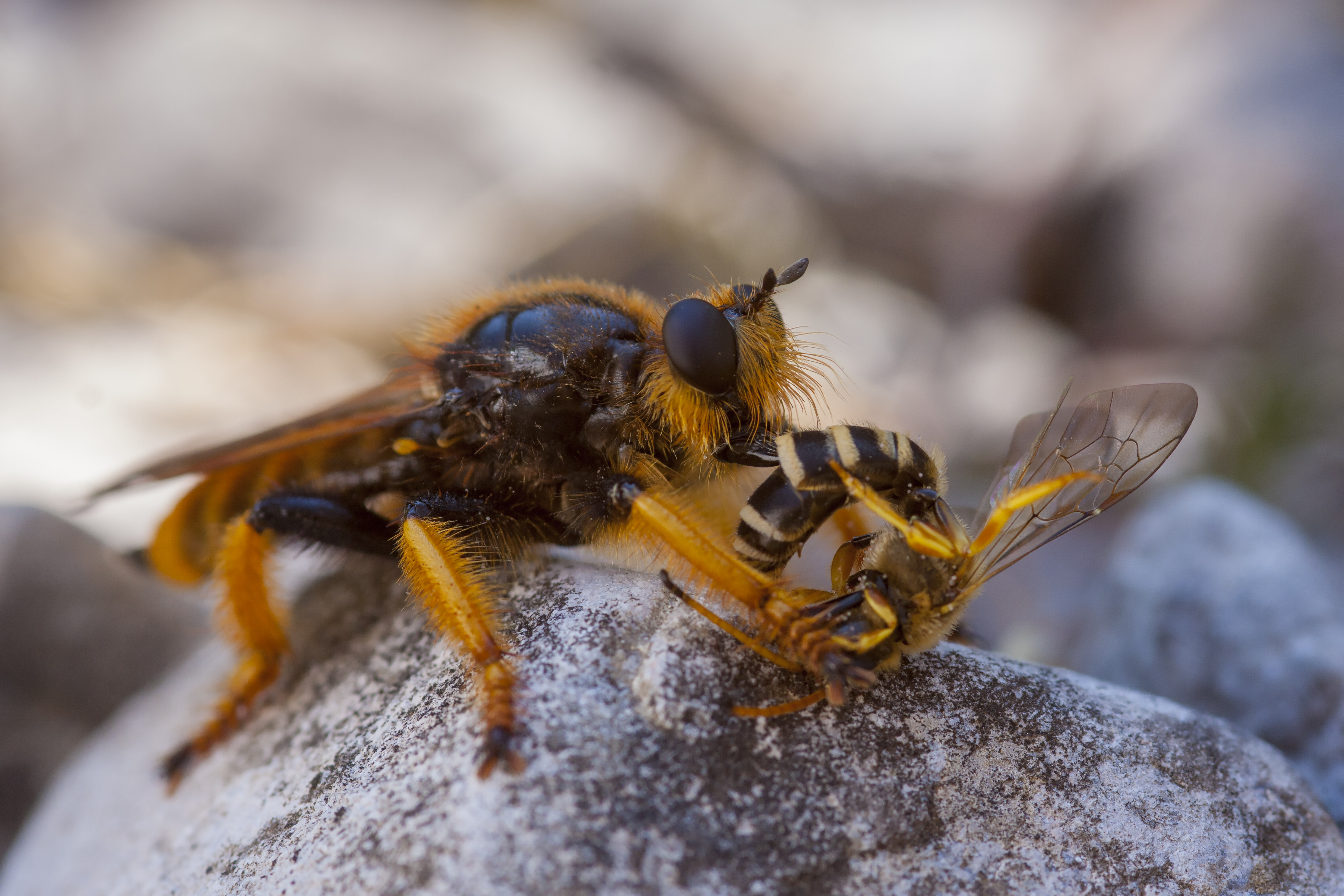
Pogonosoma maroccanum mit Beute, vermutlich Halictus brunnescens

Pogonosoma maroccanum ist eine Raubfliege aus der Ordnung der Zweiflügler. In Europa gibt es 17 Arten der Gattung Pogonosoma.

## Körperbau
Pogonosoma maroccanum zählt zu den größten und farbigsten Raubfliegen Europas. Die Raubfliegen sind etwa 2 bis 3 cm groß. Der Kopf ist wie bei allen Raubfliegen sehr beweglich. Die Facettenaugen sind groß und durch eine deutliche Einsenkung voneinander getrennt. Die Fühler sind schwarz, wie auch der Körper. Die starken Beine sind dicht mit gelben Borsten und Haaren besetzt. Die Flügel sind gelblich gefärbt.

## Lebensweise
Die Raubfliegen leben räuberisch in Baum- und Strauchgruppen. Sie lauern sitzend ihrer Beute auf. Die Raubfliegen sind sehr gute Flieger und ergreifen mit ihren kräftigen Vorderbeinen ihre Beute im Flug. Bevorzugt erbeuten sie Wespen und Bienen. Sie stechen ihre Beute mit dem spitzen Rüssel an und saugen sie anschließend aus. Auch die Larven, die sich in morschem Holz entwickeln, leben räuberisch. In den Fraßgängen anderer Insektenlarven jagen sie hauptsächlich Käferlarven. Für den Menschen sind diese Raubfliegen harmlos. Sie stechen nur im äußersten Notfall. Ihr Stich ähnelt einem Wespenstich. Die Raubfliegen kann man von Juni bis September beobachten.

## Verbreitung und Gefährdungslage
Die Art kommt im gesamten Mittelmeerraum vor, von Portugal, Marokko über Kroatien, Griechenland bis in die Türkei und Israel. Weiter östlich reicht ihr Verbreitungsgebiet bis zum Kaspischen Meer. Die Art gilt als nicht selten und ist nicht unter Schutz gestellt.